# Sinfonía n.º 6 (Mahler)

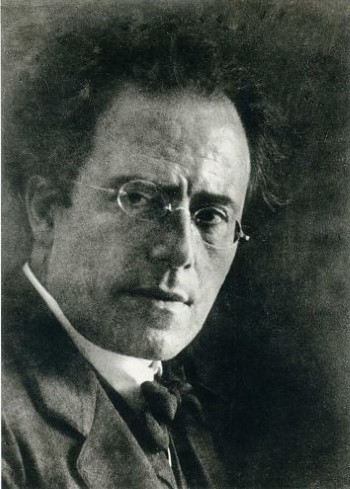
Mahler en 1905 retratado por Friedrich Victor Spitzer.

La Sinfonía n.º 6 en la menor, también conocida como Trágica, fue compuesta por Gustav Mahler entre 1903 y 1904, y revisada en 1906. A partir de la Sinfonía n.º 5, Mahler toma otra dirección renunciando no solo a la voz humana sino también a los programas destinados a facilitar la comprensión de sus obras.

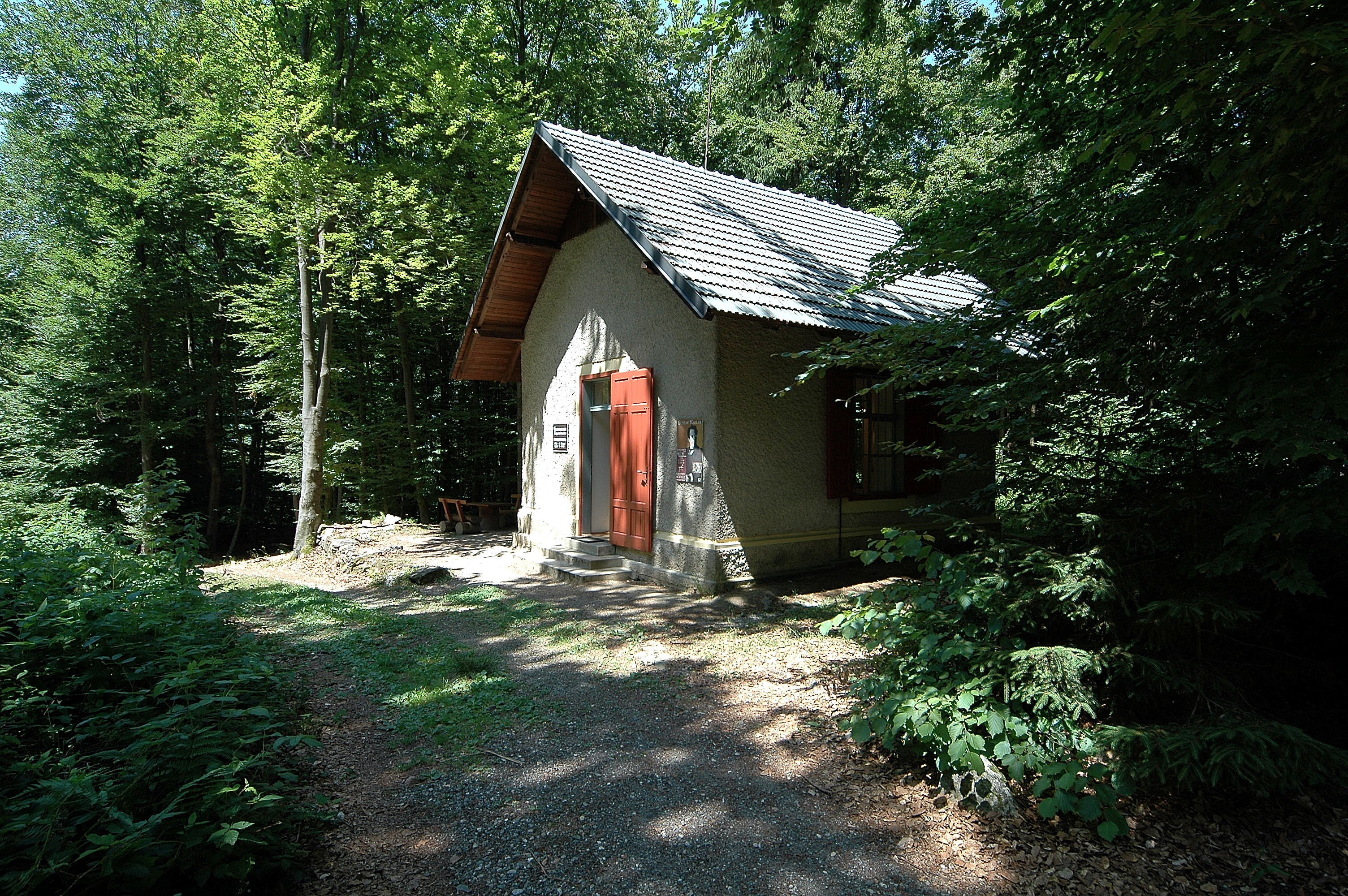
Maria Wörth Sekirn. Casa de composición de Mahler en Maiernigg

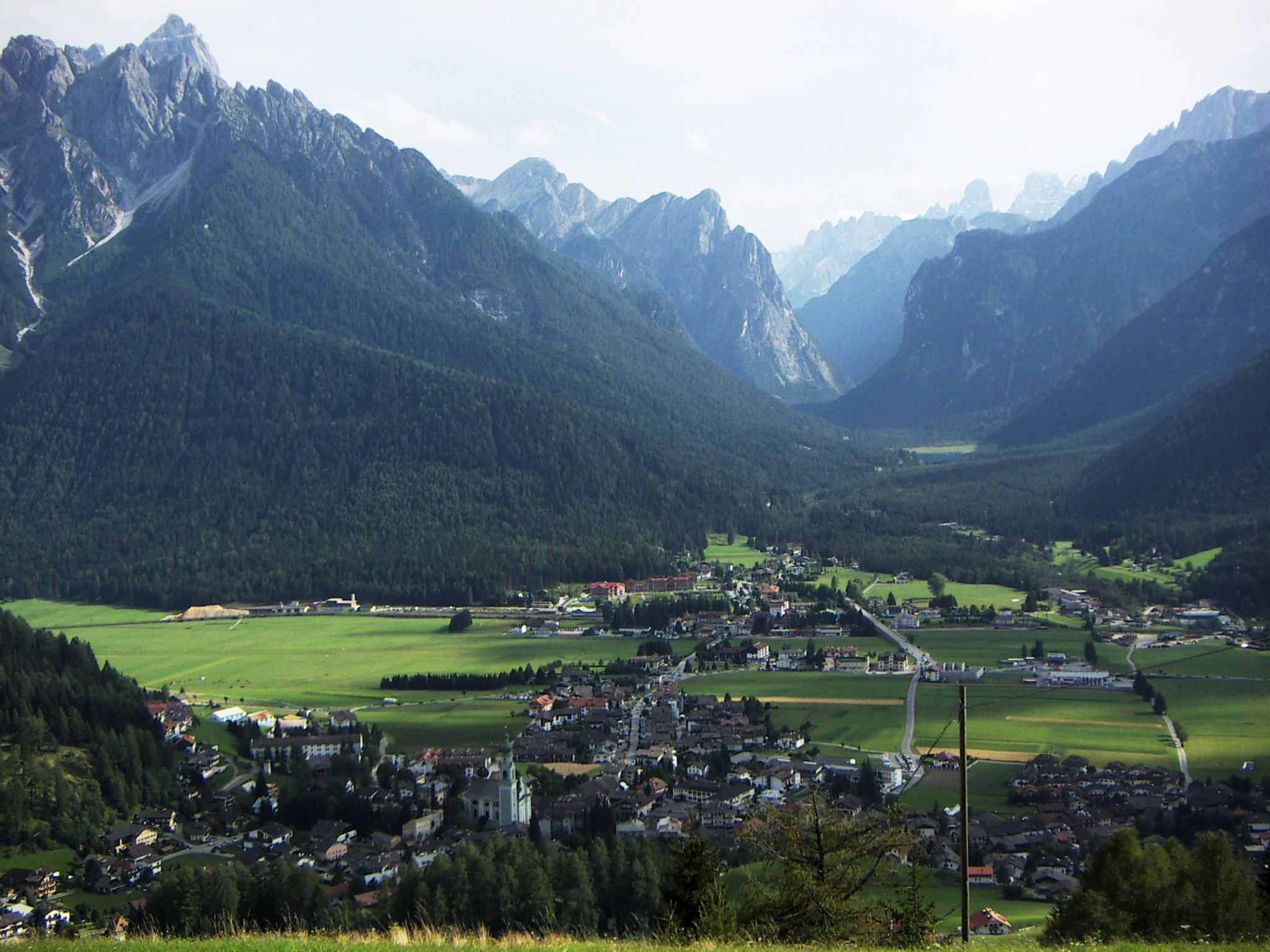
Dobbiaco

La sexta es la única entre todas las sinfonías de Mahler que termina de forma inequívocamente trágica. Mahler es, por supuesto, un compositor con claras connotaciones "trágicas", pero la mayor parte de sus sinfonías terminan de forma triunfante (nos 1, 2, 3, 5, 7 y 8) y otras terminan con un clima de alegría (n.º 4), tranquila resignación (n.º 9) o calma radiante (n.º 10). La conclusión trágica, incluso nihilista, de la n.º 6 es particularmente inesperada, ya que la obra fue compuesta en una etapa especialmente feliz de la vida de Mahler: se había casado con Alma Schindler en 1902, y durante el transcurso de la composición nació Anna, su segunda hija.
Quizás debido a su complejidad o a su carácter especialmente severo, rupturista y pesimista, la sexta no figura entre las sinfonías más populares de Mahler para el público en general. Sin embargo, es reconocida por muchos como una de sus mejores obras, y está considerada como una sinfonía que requiere un gran estudio por parte de los directores y de las orquestas. Alban Berg y Anton Webern la elogiaron tras la primera audición, para Berg era "la única Sexta, a pesar de la Pastoral" y Webern la dirigió en muchas ocasiones.

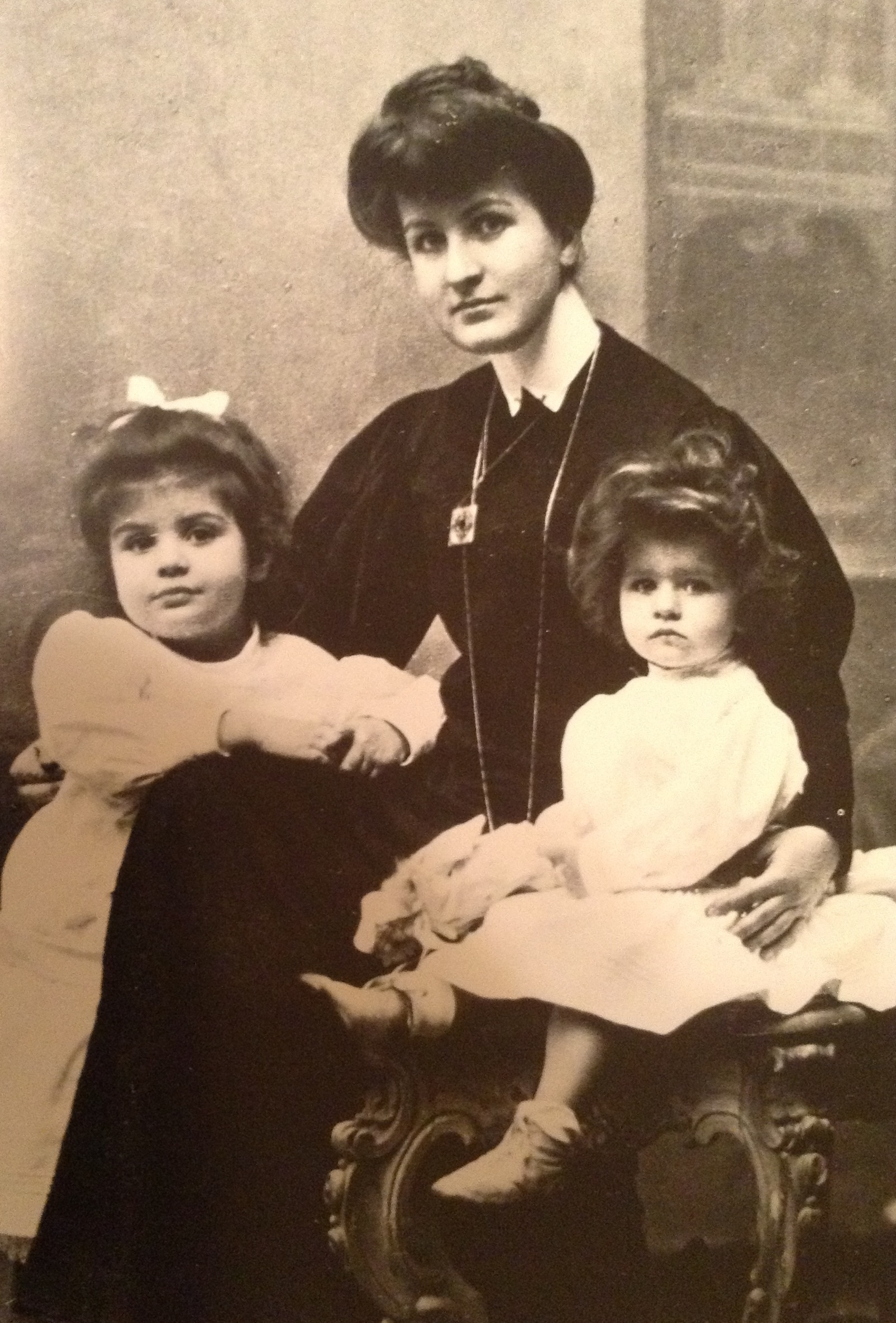
Alma Mahler con Maria y Anna en 1905.

## Historia

### Composición

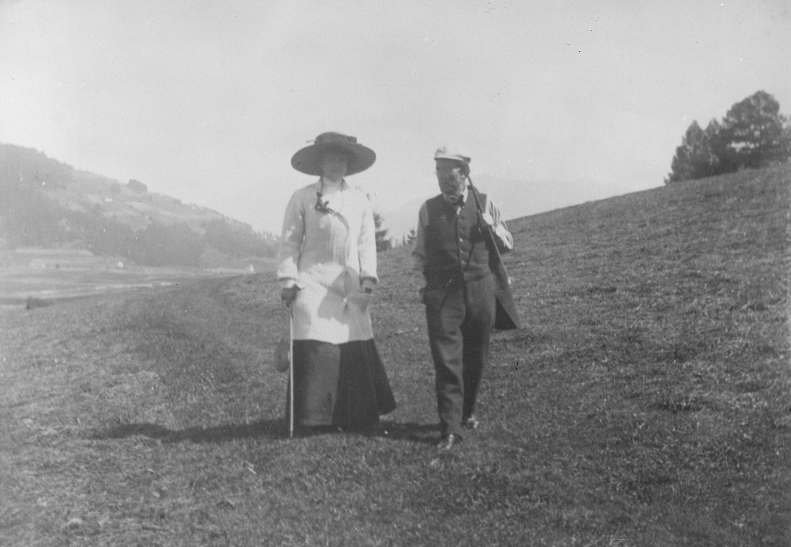
Gustav y Alma Mahler en 1909.

Se dispone de poca información sobre la composición de esta sinfonía. Compuesta entre 1903 y 1904 y denominada Trágica tras su estreno (aunque Mahler nunca la llamó así), se puede pensar que se trata de una representación pesimista de la lucha desesperada del hombre con su destino, quizá con la muerte.
Los tres golpes de martillo que se oyen en el Finale representaban para el compositor[cita requerida] y Alma, su esposa, una ominosa señal premonitoria de las tragedias que vendrían. De hecho, a partir de la época de composición de la obra, Mahler sufrió tres golpes terribles:
- la muerte de su hija María a la edad de cuatro años;
- su dimisión forzada de la Ópera de Viena;
- el diagnóstico de una enfermedad cardiaca incurable.

Mahler comienza a revisar la obra cuando apenas la ha acabado. Por superstición suprime el último golpe de martillo del último movimiento[cita requerida]. Algunos directores de orquesta lo restablecerán.
En julio de 1904 en Maiernigg, Carintia, Mahler decide acabar esta sexta sinfonía. Para encontrar inspiración emprende una excursión de dos días a Dobbiaco y a Misurina, en los Dolomitas. El 11 de julio escribe a Alma una tarjeta postal en la que comenta los proyectos del segundo y tercer movimiento. Estos dos movimientos y también el primero habían sido compuestos en 1903, ya solo quedaba el Finale por escribir. Según Alma, tan pronto como la sinfonía estuvo terminada, Mahler vino a buscarla y afirmó que la obra era lo que más profundo que había salido de su alma, la más personal de todas las obras que brotaron directamente de su corazón.

### Estreno
El estreno de la sinfonía tuvo lugar el 27 de mayo de 1906 en la Saalbau de Essen como punto culminante del Tonkünstlerfest de la Asociación General de Música Alemana. Tocó la Filarmónica de Essen, combinada con la Orquesta Sinfónica de Utrecht, dirigidas por el compositor. Aparte del estreno mundial, Mahler realizó solo otras dos interpretaciones de la obra: en Múnich el 8 de noviembre de 1906 y por última vez en Viena el 4 de enero de 1907. Esta actuación es la única en la que el sobrenombre de “Sinfonía trágica”, que es común hoy en día, estaba en el programa. Aunque Mahler probablemente no usó este título él mismo, aceptó la mención del nombre en el programa de esta actuación. Sin embargo, Mahler nunca incluyó esta designación en las partituras impresas, razón por la cual el nombre no debería usarse oficialmente.

## Instrumentación
| - 4 flautas (3ª y 4ª doblando Flautín), flautín (solo en el último movimiento); - 4 oboes (3º y 4º doblando Corno inglés), corno inglés (solo en el último movimiento); - 4 clarinetes (4º doblando a Clarinete en Mi bemol) y Clarinete bajo. - 4 fagotes (4º solo en el último movimiento) y contrafagot; - 8 trompas; - 6 trompetas (5ª y 6ª solo en el último movimiento); - 4 trombones (4º solo en el último movimiento); - tuba. | - glockenspiel, cencerros, xilófono; - bombo, triángulo, caja, platillos, látigo, tam-tam, baqueta; - martillo; - 2/4 arpas. - celesta. - violines primeros y segundos; - violas; - violoncellos - contrabajos |

Dos de estos instrumentos no se habían utilizado jamás, hasta entonces, en una sinfonía: la celesta, que Mahler conoció en 1903, y el xilófono, que nunca volvería a utilizar. Podría interpretarse que los cencerros de vacas simbolizan la soledad del hombre en la naturaleza; el martillo, el destino; el xilófono, la risa del diablo; las graves campanas, un credo religioso. Sin embargo, Mahler se opuso a interpretaciones programáticas de la obra y mucho de lo que luego dijo su viuda parecen interpretaciones que no casan con los hechos.
En el caso del "martillo" (Hammerschlag) que se escucha hasta tres veces en el movimiento final, Mahler indica que su sonido debe ser un golpe corto y potente, pero no metálico. Esto constituye un problema para la interpretación de la obra, puesto que un martillo sin ninguna caja de resonancia sería difícilmente audible lejos del escenario. En la versión final de la obra, Mahler eliminó el tercer golpe de martillo, lo cual dice mucho de la importancia simbólica que el autor otorgaba a estos "golpes del destino". Actualmente se suele utilizar una gran caja hueca de madera, que se golpea con un gran martillo, también de madera. Alban Berg utilizó este instrumento en sus 3 Orchesterstücken, Op. 6.

## Estructura y análisis
La sinfonía consta de cuatro movimientos:
- I. Allegro energico, ma non troppo. Heftig, aber markig, en la menor 4
4
- II. Scherzo. Wuchtig, 3
8
- III. Andante moderato, en mi bemol mayor 4
4
- IV. Finale. Sostenuto – Allegro moderato – Allegro energico, en la menor 2
2

Con relación a las sinfonías anteriores, se puede pensar que se trata de una vuelta a la forma clásica en cuatro movimientos. Sin embargo al oír la obra impresionan las dimensiones del Finale que puede durar entre media hora y cuarenta minutos. Además, Mahler vaciló sobre el orden de los movimientos intermedios, el Andante  y el Scherzo. Es dudoso que, como afirmó su viuda Alma, al final se decidiera a restablecer el orden inicial con el Scherzo antes de Andante.

### I.Allegro, energico ma non troppo. Heftig, aber markig.
El primer movimiento es un Allegro energico ma non troppo. Heftig, aber markig (Vehemente, pero conciso), en la tonalidad de la menor y en compás de 4/4. Es una marcha oscura y amenazante. Comienza con un ritmo resonante en las cuerdas inferiores, antes del cual se desarrolla una melodía de marcha. Esto se desarrolla a partir de una tríada de La menor, que se desarrolla a partir de un sonido de La mayor en combinación con un ritmo distintivo durante la transición al motivo secundario. Este motivo, a menudo denominado "motivo del destino"[cita requerida], aparece, de manera velada, en todos los movimientos de la sinfonía (sobre todo en el primero y el cuarto). Un motivo similar a un coral en los instrumentos de madera, que recuerda a Bruckner, calma los acordes turbulentos. Después de esto, las cuerdas entonan un segundo tema inquieto, que se eleva a proporciones descomunales. Este tema probablemente representa un homenaje a su esposa Alma, probablemente Mahler se lo dedicó con las palabras: "Traté de capturarte en un tema, no sé si lo logré, tienes que aguantar". A continuación se repite casi palabra por palabra toda la exposición, lo que es inusual en Mahler. El ritmo de la marcha que comienza de nuevo introduce la sección de desarrollo, que, inusualmente, no se centra en los dos temas principales, sino en el ritmo del “motivo del destino”. En medio del desarrollo hay un paro musical y se escuchan cencerros de rebaño suavemente, como a la distancia, con acompañamiento de xilófono y suave viento de las maderas. Un idilio en medio del lúgubre movimiento de marcha. Motivos breves de la madera mantienen durante minutos la imagen del idilio natural. Sólo el retorno comedido del ritmo de marcha pone fin a la delicada inserción, que parece una pequeña isla idílica en medio de la acción embravecida. El ritmo martilleante se intensifica aún más en la recapitulación. En la conmovedora coda, el golpeteo de los timbales se acelera, conduciendo a un final relativamente abrupto después de un motivo igualmente acelerado del segundo tema.

### II.Scherzo. Wuchtig
El segundo movimiento es un Scherzo. Wuchtig (Pesante), en compás ternario de 3/8. Mahler reanuda el combate con un espíritu de obstinada y desafiante determinación, con tresillos furtivos de las maderas e irrupciones ásperas de los metales. El Scherzo sigue inmediatamente el ritmo de marcha del primer movimiento en la menor, pero en compás de 3/8, lo que también puede interpretarse en relación con el "motivo del destino". Además, la clave habla por su posición en el segundo lugar de la sinfonía. Un tema escasamente articulado se despliega con gran inquietud sobre este ritmo. Un lento desvanecimiento de los golpes conduce a un trío que es rítmicamente más irregular e infinitamente más suave que el tema principal. El ritmo de la marcha suena de repente en los metales, lo que lleva al regreso del scherzo. A partir de ahí se desarrolla un tema nuevo, inquieto, parecido a una danza, que de repente es interrumpido una y otra vez por el ritmo de marcha. Sigue otro trío, similar al primero pero no una repetición. De repente, sigue un dramático acorde de tutti, que conduce a una parada inmediata, que es superada por motivos tentativos de las maderas, pero deja que el movimiento termine cautelosamente con algunos motivos amenazantes. Debido a sus bruscos trastornos y cambios de carácter, el movimiento se muestra muy inquieto y falto de continuidad.
Según Alma Mahler se trataría de la descripción de recuerdos de días de desorden de las dos niñas pequeñas que corretean sobre la arena. Pero la hija mayor de Mahler no había cumplido aún los dos años y la segunda no había nacido cuando Mahler compuso la obra.

### III.Andante moderato
El tercer movimiento es un Andante moderato en mi bemol mayor y en compás de 4/4. Podría entenderse como una evocación de un ambiente campestre que proporciona un refugio ansiado pero temporal contra la agitación de los movimientos anteriores. Es un rondó y en el primer episodio reaparecen los cencerros que evocarían la calma bienaventurada de la naturaleza.
Este Andante en mi bemol mayor es el punto de descanso de esta sinfonía. El tema lírico también se interpreta con frecuencia como aplicable a su esposa Alma. La instrumentación es más moderada y restringida en comparación con los otros movimientos. Un estado de ánimo lírico se desarrolla muy lentamente en las cuerdas y los instrumentos de viento. El vacilante e incierto comienzo del movimiento es superado por la entonación de un canto elegíaco, que sólo entra plenamente en juego en el epílogo. Una segunda sección es introducida por los instrumentos de madera. De fondo suena el motivo principal elegíaco en el solo de trompa. Luego, una ola de escalada se apodera de toda la orquesta, sin lograr un avance musical que solo ocurre en un punto posterior comparable en el movimiento. Un breve motivo folclórico en ritmo de Ländler, nuevamente con cencerros, aparece de repente. Un breve eco del motivo principal es sofocado por dramáticos trémolos en las cuerdas. Apoyado por esquilas de rebaño, parece un momento breve y feliz en la distancia, que es dramatizado por su aparición en la tonalidad menor y el acompañamiento conmovedor de cuerdas. Los motivos de los suspiros, que recuerdan el "motivo del destino" del primer movimiento, se destacan aquí de manera particularmente prominente. Poco después, el breve avance musical se produce cuando las cuerdas cantan el tema con una belleza sublime y es capaz de crear un breve momento de felicidad. Con algunos acordes relajantes, el conmovedor movimiento se desvanece en el delicado acorde de mi bemol mayor de la celesta y las cuerdas.

### IV.Finale. Sostenuto – Allegro moderato – Allegro energico
El cuarto y último movimiento es un Finale'. Sostenuto – Allegro moderato – Allegro energico, retoma la tonalidad inicial y el compás es alla breve. Es un inmenso Finale dura una media hora. Está anotado como sigue: “Sostenuto; Allegro moderato; Schwer (Pesante); Marcato; Allegro energico”. 
Se abre con una oscura introducción que parece anunciar la tragedia. El Allegro es una marcha que parece emprenderse con una voluntad de hierro. Pero la esperanza de un final feliz es destruida por los terribles golpes de martillo y la obra termina en la oscuridad. En este movimiento pasan a primer plano los miedos y la desesperación de Mahler, que también se pueden encontrar, por ejemplo, en su ciclo vocal Kindertotenlieder. El final de la sinfonía a menudo se interpreta como una anticipación de catástrofes personales e históricas por venir.
El fatídico movimiento final representa una especie de forma de sonata extendida y es uno de los movimientos sinfónicos más largos de Mahler y de la historia de la música. Un tema de apertura moderado es sofocado rápidamente por un acorde de tutti entusiasta acompañado por el ritmo del "motivo del destino". El resultado es un estancamiento musical temprano, en el que suenan fragmentos cortos de otros motivos. Una entrada mística de la celesta suena en la indecisión. El conmovedor "motivo del destino" del comienzo del movimiento aparece de nuevo, siendo aquí aún más llamativos los paralelos con el primer movimiento de la sinfonía.
Un coral de los vientos graves suena entonces como un drama sublime. Una y otra vez hay estallidos dramáticos breves y conmovedores en esta colección de motivos. Después de un tiempo, hay un flujo creciente similar a una marcha, que crea una conexión con los dos primeros movimientos. Por un corto tiempo, el tema incluso se vuelve importante, antes de que avance en una dinámica conmovedora. Mahler se mueve aquí al borde de la tonalidad. Al cabo de un rato hay un descanso musical, en el que vuelven a sonar fragmentos apagados de motivos y también se vuelven a escuchar los cencerros. A partir de esto se desarrolla un frenesí renovado, que es un desarrollo dramático, en el clímax del cual suena un golpe de martillo con toda su fuerza. El colapso total aún no es el resultado de esta compresión musical. Sin embargo, los acontecimientos se amontonan en cascadas de notas, pugnando por el retorno del ritmo de marcha. Luego, un interludio lírico conduce directamente al segundo golpe de martillo, que tiene un efecto dramático. Se acumula un clamor musical de estructuras tonales complejas, solo para hundirse con un toque de tambor en conexión con el tam-tam después de una aparición caricaturesca del ritmo de la marcha en el "motivo del destino". Después de este tutti adicional, la estructura tonal se derrumba. Unos acordes vacíos de fagot y arpa dan vida con dificultad a los acordes musicales. Reaparece el tema místico de la celesta del comienzo del movimiento, al igual que otros motivos.
Un proceso dinámico de aumento emerge por última vez y culmina brevemente en unos radiantes acordes de tutti y trae consigo una aceleración de la acción. La marcha vuelve a sonar en forma extendida. Se desarrolla un aumento sin precedentes en el borde de la tonalidad, en el que dominan repentinas modulaciones tonales de mayor a menor. Este pasaje, en combinación con el tema del destino, arrastra todo consigo hasta que el devastador golpe final del martillo llega en su violento final. En una versión posterior de la sinfonía, Mahler eliminó este tercer golpe de martillo a petición de Alma, acomodando así también su propia superstición. En cambio, se puede escuchar un golpe de tambor que se desvanece lentamente. Siguen unos acordes de arpa agitados y motivos de cuerdas, luchando por última vez, que caen lentamente al vacío. En una especie de marcha fúnebre final, los acordes de viento disonantes transmiten solo un sonido vacío y místico, el último tiempo ha destruido irremediablemente el asunto musical. Un contrabajo que exhala suavemente es sofocado en un súbito grito de la orquesta tutti al compás del tema del destino, que parece un sello de derrumbe. La obra se desvanece en la desesperanza musical y la desesperación en pianissimo.
En sus memorias Alma Mahler se refiere a la Sexta Sinfonía: "En el último movimiento, él mismo describe su propia caída, o como dijo más tarde: 'El héroe recibe tres golpes del destino, el tercero lo hace caer como si fuera un árbol.' Eran las palabras de Mahler mismo. Ninguna obra pasó tan bien de su corazón a la música como aquélla."

## Planteamiento
La Sexta sinfonía se encuentra en medio de las tres sinfonías puramente instrumentales de la quinta a la séptima. Formalmente, esta sinfonía es bastante tradicional, ya que tiene cuatro movimientos y los movimientos exteriores son en forma sonata. Junto con la 4ª sinfonía, por lo tanto, puede describirse como su obra más clásica. En comparación con la Quinta sinfonía anterior, llama la atención el mayor tiempo de interpretación, que sigue a la expansión formal de la Tercera sinfonía. El elenco orquestal también se amplía ampliamente aquí. Representa la instrumentación más grande de todas las sinfonías de Mahler, con la excepción de la Sinfonía n.º 8. La fase creativa que comenzó con la quinta alcanza aquí un nuevo punto culminante. En algunos lugares esta obra también raya los límites de la tonalidad y utiliza un cromatismo progresivo. Esto apunta claramente a la Novena sinfonía, en la que Mahler finalmente dejó atrás el espacio tonal y encontró su camino hacia la trascendencia de la música. Sin embargo, el punto de venta único de la Sexta sinfonía es su tono fundamentalmente trágico, a veces desesperado. Con el final trágico del último movimiento, la obra es única entre las sinfonías de Mahler. Todas las demás sinfonías terminan en una gran apoteosis final en la tónica optimista, excepto la Novena, que termina en una especie de resignación trascendente. Este es un enfoque que a primera vista no tiene justificación biográfica. El período en el que fue escrita fue un período feliz para el compositor. La intensidad del mensaje musicalmente trágico de la obra sugiere que Mahler expresa aquí estados emocionales más profundos. Mahler también parece anticipar catástrofes personales e históricas venideras. Así lo indica el sonido del martillo que se escucha tres veces en el último movimiento de esta sinfonía. Así, Alma Mahler dijo que su esposo fue derribado más tarde por tres poderosos golpes del destino, uno de los cuales fue la muerte de su hija. Ella relaciona estos golpes del destino con el triple sonido del martillo en el movimiento final. También ve los martillazos como una especie de presagio del futuro destino de Gustav Mahler. El tercer golpe de martillo en el compás 783 fue eliminado por Mahler en 1907 cuando revisó la sinfonía, presumiblemente por razones supersticiosas ("El héroe que sufre tres golpes del destino, el tercero de los cuales cae como un árbol"). Sin embargo, fue restaurado por los editores de la edición crítica completa de las obras de Gustav Mahler. El poderoso final también parece contener la anticipación de la próxima catástrofe histórica de la Primera Guerra Mundial.
Esta sinfonía representa una nueva cualidad de lo que se puede expresar musicalmente. Similar a la Sexta sinfonía de Chaikovski, la música expresa los sentimientos más profundos e íntimos de desesperación. Una descripción tan intensa de los abismos emocionales es extremadamente rara en la historia de la música. Alma Mahler informó sobre esto: “Fluyó tan directamente de su corazón que La Sexta es su obra más personal y profética.”

## Orden de los movimientos intermedios
Existe controversia sobre el orden de los dos movimientos intermedios. Mahler concibió la obra con el segundo como scherzo y el tercero como movimiento lento, un arreglo poco clásico esbozado en sinfonías anteriores a gran escala como la Sinfonía N.º 9 de Beethoven, la Sinfonía N.º 8 y la (inconclusa) Sinfonía No. 9 de Bruckner. Fue en este arreglo como se completó la sinfonía (en 1904) y se publicó (en marzo de 1906); y fue con una partitura de dirección en la que el scherzo precedió al movimiento lento como Mahler comenzó los ensayos para el estreno de la obra, como señaló el biógrafo de Mahler Henry-Louis de La Grange:
   "El Scherzo de segundo movimiento fue sin duda el orden original, en el que Mahler concibió, compuso y publicó por primera vez la Sexta Sinfonía, y también en el que ensayó la obra con dos orquestas diferentes antes de cambiar de opinión en el último minuto antes del estreno."
El escenógrafo Alfred Roller, un colaborador cercano y colega de Mahler en la Ópera de Viena, comunicó en una carta del 2 de mayo de 1906 a su prometida Mileva Stojsavljevic, la reacción de los Mahler al ensayo orquestal de la obra el 1 de mayo de 1906 en Viena, en su orden de movimientos original:
   "Hoy estuve allí al medio día, pero no pude hablar mucho con Alma, ya que M[ahler] estaba casi siempre ahí, solo vi que los dos estaban muy contentos y satisfechos..."
Sin embargo, durante los ensayos posteriores de mayo de 1906 en Essen, Mahler decidió que el movimiento lento debería preceder al scherzo. Klaus Pringsheim, otro colega de Mahler en la Hofoper, recordó en un artículo de 1920 la situación en los ensayos de Essen, sobre el estado de ánimo de Mahler en ese momento:
   "Sus allegados eran muy conscientes de la "inseguridad" de Mahler. Incluso después del ensayo final, todavía no estaba seguro de si había encontrado o no el tempo correcto para el Scherzo, y se preguntó si debería invertir el orden del segundo y tercer movimiento (lo que hizo posteriormente)."
Mahler dio instrucciones a sus editores, Christian Friedrich Kahnt, para que prepararan una "segunda edición" de la obra con los movimientos en ese orden y, mientras tanto, insertaran erratas que indicaran el cambio de orden en todas las copias no vendidas de la edición existente. 
Mahler dirigió el estreno público del 27 de mayo de 1906 y sus otras dos representaciones posteriores de la Sexta Sinfonía, en noviembre de 1906 (Múnich) y el 4 de enero de 1907 (Viena) con su orden revisado de los movimientos intermedios. En el período inmediatamente posterior a la muerte de Mahler, académicos como Paul Bekker, Ernst Decsey, Richard Specht y Paul Stefan publicaron estudios con referencia a la Sexta Sinfonía en la segunda edición de Mahler con el orden Andante/Scherzo.
Una de las primeras ocasiones después de la muerte de Mahler en las que el director volvió al orden de movimiento original es en 1919/1920, después de una consulta en el otoño de 1919 de Willem Mengelberg a Alma Mahler en preparación para el Festival Mahler de mayo de 1920 en Ámsterdam de las sinfonías completas, en cuanto al orden de los movimientos intermedios de la Sexta Sinfonía. En un telegrama fechado el 1 de octubre de 1919, Alma respondió a Mengelberg:
   "Erst Scherzo dann Andante herzlichst Alma" ("Primero Scherzo luego Andante cariñosamente Alma").
Mengelberg, que había estado en estrecho contacto con Mahler hasta la muerte de este último y había dirigido la sinfonía en el arreglo "Andante/Scherzo" hasta 1916, después cambió al orden "Scherzo/Andante". En su propia copia de la partitura, escribió en la primera página:[12]
   "Nach Mahlers Angabe II erst Scherzo dann III Andante" ("Según las indicaciones de Mahler, primero II Scherzo, luego III Andante")
Otros directores, como Oskar Fried, continuaron interpretando (y finalmente grabando) la obra con 'Andante/Scherzo', según la segunda edición, hasta principios de la década de 1960. Las excepciones incluyeron dos representaciones en Viena el 14 de diciembre de 1930 y el 23 de mayo de 1933, dirigidas por Anton Webern, quien utilizó el orden Scherzo/Andante de los movimientos intermedios. Anna Mahler, la hija de Mahler, asistió a ambas actuaciones. De La Grange comentó sobre la elección de Webern del orden Scherzo/Andante:
   "Anton Webern había favorecido el orden original de los movimientos en las dos interpretaciones que dirigió en Viena el 14 de diciembre de 1930 y el 23 de mayo de 1933. Webern no solo fue un gran compositor, sino también uno de los primeros y más apasionados devotos de Mahler y un director de orquesta muy admirado de la música de Mahler... es inconcebible que pudiera haber interpretado una versión que hubiera conmocionado y disgustado a su amado maestro y mentor".
En 1963 apareció una nueva edición crítica de la Sexta Sinfonía, bajo los auspicios de la Internationale Gustav Mahler Gesellschaft (IGMG) y su presidente, Erwin Ratz, alumno de Webern, edición que restablecía el orden original mahleriano de movimientos. Ratz, sin embargo, no ofreció apoyo documentado, como el telegrama de 1919 de Alma Mahler, para su afirmación de que Mahler "cambió por segunda vez" en algún momento antes de su muerte. En su análisis de la Sexta Sinfonía, Norman Del Mar abogó por el orden Andante/Scherzo de los movimientos intermedios, y criticó la edición de Ratz por su falta de pruebas documentales para justificar el orden Scherzo/Andante. En contraste, académicos como Theodor W. Adorno, Henry-Louis de La Grange, Hans-Peter Jülg y Karl Heinz Füssl han argumentado que el orden original es el más apropiado, argumentando sobre el esquema tonal general y las diversas relaciones entre las tonalidades de los últimos tres movimientos.Füssl, en particular, señaló que Ratz tomó su decisión en circunstancias históricas en las que la historia de los diferentes autógrafos y versiones no se conocía por completo en ese momento. Füssl también ha señalado las siguientes características del orden Scherzo/Andante:
- El Scherzo es un ejemplo de 'variación en desarrollo' en su tratamiento del material del primer movimiento, donde la separación del Scherzo del primer movimiento por parte del Andante interrumpe ese vínculo.
- El Scherzo y el primer movimiento utilizan tonalidades idénticas, La menor al principio y Fa mayor en el trío.
- La tonalidad de Andante, Mi♭ mayor, está más alejada de la tonalidad al final del primer movimiento (La mayor), mientras que la tonalidad de Do menor al comienzo del finale actúa como transición de Mi♭ mayor a La menor, la tonalidad principal. clave del final.

La edición de Eulenberg de 1968 de la Sexta Sinfonía, editada por Hans Redlich, restaura la mayor parte de la orquestación original de Mahler y utiliza el orden original de Scherzo/Andante para el orden de los movimientos intermedios. La edición crítica más reciente de IGMG de la Sexta Sinfonía se publicó en 2010, bajo la dirección general de Reinhold Kubik, y utiliza el orden Andante/Scherzo para los movimientos intermedios. Kubik había declarado previamente en 2004:
   "Como editor en jefe actual de Complete Critical Edition, declaro que la posición oficial de la institución que represento es que el orden correcto de los movimientos intermedios de la Sexta Sinfonía de Mahler es Andante-Scherzo".
Esta declaración ha sido criticada, a la manera de críticas anteriores de Ratz, en varios niveles:
- por carecer de respaldo documental y por expresar una preferencia personal basada en una animosidad subjetiva relacionada con el Problema de Alma, en lugar de cualquier evidencia documental real[11]
- por su desestimación general de la prueba de la partitura original con la orden Scherzo/Andante[7]
- por imponer un sesgo avanzado en lugar de permitir que los músicos lleguen a su propia elección de forma independiente.[11]

El compositor británico David Matthews fue un ex adherente del orden Andante/Scherzo, pero desde entonces ha cambiado de opinión y ahora aboga por Scherzo/Andante como el orden preferido, citando nuevamente el esquema tonal general de la sinfonía. De acuerdo con el orden original de Mahler, el director británico John Carewe ha observado paralelismos entre el plan tonal de la Sinfonía n.º 7 de Beethoven y la Sinfonía n.º 6 de Mahler, con el orden de movimientos Scherzo/Andante en esta última. David Matthews ha señalado que la interconectividad del primer movimiento con el Scherzo es similar a la interconectividad de Mahler de los dos primeros movimientos de la Quinta Sinfonía, y que interpretar el Mahler con el orden Andante/Scherzo dañaría la estructura de las relaciones tonales y eliminaría este paralelo, una ruptura estructural de lo que de La Grange ha descrito de la siguiente manera:
   "...esa misma idea que muchos oyentes hoy consideran una de las más audaces y brillantes jamás concebidas por Mahler: la unión de dos movimientos, uno en tiempo cuádruple, el otro en tiempo triple, con más o menos el mismo material temático".
Además, de La Grange, refiriéndose al telegrama de Mengelberg de 1919, ha cuestionado la noción de Alma simplemente expresando una visión personal del orden del movimiento, y reitera el hecho histórico del orden del movimiento original:
   "El hecho de que el orden inicial tuviera el sello de aprobación del compositor durante dos años completos antes del estreno es un argumento a favor de futuras interpretaciones en esa forma..."
   "Es mucho más probable que diez años después de la muerte de Mahler y con una perspectiva mucho más clara de su vida y carrera, Alma hubiera buscado ser fiel a sus intenciones artísticas. Por lo tanto, su telegrama de 1919 sigue siendo hoy un fuerte argumento a favor del orden original de Mahler... está ampliando los límites tanto del lenguaje como de la razón para describir [Andante-Scherzo] como el "único correcto". La Sexta Sinfonía de Mahler, como muchas otras composiciones en el repertorio, siempre seguirá siendo una versión", pero pocas otras han atraído tanta controversia".
De La Grange ha señalado la justificación de tener ambas opciones disponibles para que los directores elijan:
   "... dado que Mahler cambió de opinión tantas veces, es comprensible que un director desee hoy en día mantenerse fiel al orden en la segunda versión, si está profundamente convencido de que puede servir mejor a la obra haciendo esto.”
El estudioso de Mahler, Donald Mitchell, se hizo eco del escenario de la versión dual y la necesidad de la disponibilidad de ambas opciones:
   "Creo que todos los estudiosos serios de su música deberían decidir por sí mismos qué orden, en su opinión, representa mejor el genio de Mahler. Después de todo, él mismo tenía dudas al respecto. ¡Deberíamos dejar que la música, cómo la escuchamos, decida! Para mí no hay mejor o peor en este asunto. Deberíamos seguir escuchando, con bastante legitimidad, ambas versiones de la sinfonía, de acuerdo con las convicciones de los intérpretes involucrados. Después de todo, la primera versión tiene una historia fascinante y una legitimidad adoptada por nadie, ¡aparte del propio compositor! Por supuesto que debemos respetar el hecho de su cambio final de opinión, pero imaginar que deberíamos aceptar esto sin debate o comentario es increíble".
Matthews, Paul Banks y el erudito Warren Darcy (el último defensor del orden Andante/Scherzo) han propuesto de forma independiente la idea de dos ediciones separadas de la sinfonía, una para acomodar cada versión del orden de los movimientos intermedios. El comentarista musical David Hurwitz también ha comentado:
   “Entonces, en lo que respecta a los hechos, tenemos, por un lado, lo que Mahler realmente hizo la última vez que interpretó la sinfonía y, por otro lado, lo que compuso originalmente y lo que su esposa informó que finalmente quería. El observador se vería obligado a admitir que esto constituye una fuerte evidencia a favor de ambas perspectivas. Siendo este el caso, lo responsable a hacer al revisar la necesidad de una nueva Edición Crítica sería exponer todos los argumentos por cada lado, y luego no tomar ninguna posición. Dejar que los artistas decidan, y admitir francamente que si el criterio para tomar una decisión con respecto al orden correcto de los movimientos intermedios debe ser lo que Mahler mismo quería en última instancia, entonces no es posible una respuesta final".

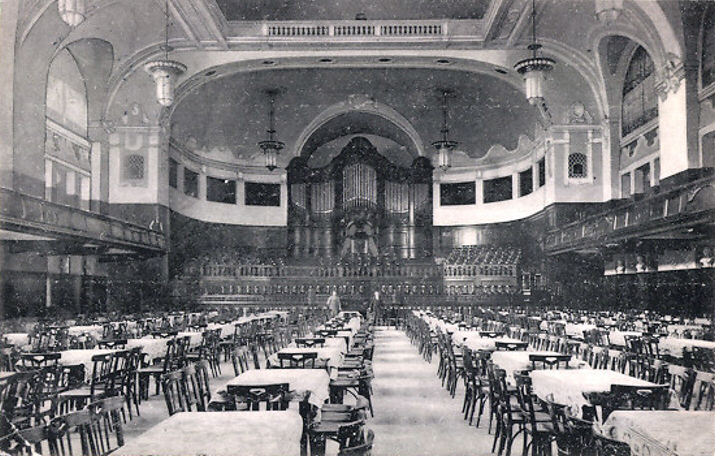
Essen, großer Saal im Saalbau 1909

## Recepción de la obra
A diferencia del estreno de la 5ª Sinfonía, la 6ª Sinfonía fue bien recibida. Muchos críticos elogiaron la claridad de expresión y la forma clásica de la obra. El sonido orquestal diferenciado con su uso innovador de la percusión también fue elogiado en el Neue Zeitung für Musik, por ejemplo. Los comentarios negativos de los contemporáneos se limitaron principalmente a que precisaba una orquesta excesivamente grande y al carácter a veces ruidoso de la música que esto creaba. Richard Strauss habló de una "sobreinstrumentación" de la obra. El tono trágico de la sinfonía, que expresa anhelo, lamento y desesperación, fue entendido en gran medida por la audiencia y se encontró que era creativamente valioso. Es precisamente esta profundidad de sentimiento lo que hace de la obra una de las sinfonías más difíciles de Mahler, y que aún hoy representa un gran desafío artístico. La sinfonía se considera una de las obras más sólidas de Mahler, pero debido a su carácter pesimista no se interpreta con tanta frecuencia como algunas de las otras sinfonías del compositor.

## Discografía selecta

### Scherzo / Andante
- Erich Leinsdorf, Orquesta Sinfónica de Boston (RCA Victor Red Seal LSC-7044).
- Jascha Horenstein, Royal Stockholm Philharmonic Orchestra (Unicorn UKCD 2024/5; en vivo 1966).
- Leonard Bernstein, Orquesta Filarmónica de Nueva York (Sony Classical SMK 60208 (*)
- Václav Neumann, Orquesta de la Gewandhaus de Leipzig (Berlin Classics 0090452BC).
- George Szell, Orquesta de Cleveland (Sony Classical SBK 47654).
- Bernard Haitink, Orquesta Real del Concertgebouw (Q-DISC 97014; en vivo noviembre 1968).
- Rafael Kubelik, Orquesta Sinfónica de la Radio de Baviera (DG 289 478 7897-1).
- Rafael Kubelik, Orquesta Sinfónica de la Radio de Baviera (Audite 1475671; en vivo 6-12-1968).
- Bernard Haitink, Orquesta Real del Concertgebouw (Philips 289 420 138-2).
- Jascha Horenstein, Orquesta Sinfónica de Bournemouth (BBC Legends BBCL4191-2).
- Georg Solti, Orquesta Sinfónica de Chicago (Decca 414 674-2).
- Hans Zender, Saarbrücken Radio Symphony Orchestra (CPO 999 477-2).
- Maurice Abravanel, Orquesta Sinfónica de Utah (Vanguard Classics SRV 323/4; LP).
- Herbert von Karajan, Orquesta Filarmónica de Berlín (DG 289 415 099-2).
- Leonard Bernstein, Orquesta Filarmónica de Viena (DG DVD 440 073 409-05; en vivo octubre 1976) (*)
- James Levine, Orquesta Sinfónica de Londres (RCA Red Seal RCD2-3213).
- Herbert von Karajan, Orquesta Filarmónica de Berlín (Saint Laurent Studio; en vivo 17-06-1977).
- Herbert von Karajan, Orquesta Filarmónica de Berlín (Fachmann FKM-CDR-193; en vivo 27-08-1977).
- Kirill Kondrashin, Orquesta Filarmónica de Leningrado (Melodiya CD 10 00811).
- Václav Neumann, Orquesta Filarmónica Checa (Supraphon 11 1977-2).
- Claudio Abbado, Orquesta Sinfónica de Chicago (DG 289 423 928-2).
- Milan Horvat, Philharmonica Slavonica (Line 4593003).
- Kirill Kondrashin, Orquesta Sinfónica de la SWR de Baden-Baden y Friburgo (Hänssler Classic 9842273; en vivo 1-1981).
- Lorin Maazel, Orquesta Filarmónica de Viena (Sony Classical S14K 48198).
- Klaus Tennstedt, Orquesta Filarmónica de Londres (EMI Classics CDC7 47050-8).
- Klaus Tennstedt, Orquesta Filarmónica de Londres (LPO-0038; en vivo the 1983 Proms).
- Erich Leinsdorf, Orquesta Sinfónica de la Radio de Baviera (Orfeo C 554 011 B; en vivo 10 de junio de 1983).
- Gary Bertini, Orquesta Sinfónica de la Radio de Colonia (EMI Classics 94634 02382).
- Giuseppe Sinopoli, Orquesta Philharmonia (DG 289 423 082-2).
- Eliahu Inbal, Orquesta Sinfónica de la Radio de Frankfurt, 1986 (Denon Blu-spec cd; COCO-73280-1).
- Leonard Bernstein, Orquesta Filarmónica de Viena (DG 289 427 697-2) (*)
- Michiyoshi Inoue, Royal Philharmonic Orchestra (Pickwick/RPO CDRPO 9005).
- Bernard Haitink, Orquesta Filarmónica de Berlín (Philips 289 426 257-2).
- Riccardo Chailly, Orquesta Real del Concertgebouw (Decca 444 871-2).
- Hartmut Haenchen, Orquesta Filarmónica de los Países Bajos (Capriccio 10 543).
- Hiroshi Wakasugi, Orquesta Sinfónica Metropolitana de Tokio, 1989 (Fontec FOCD9022/3).
- Leif Segerstam, Orquesta Sinfónica de la Radio Danesa (Chandos CHAN 8956/7).
- Christoph von Dohnányi, Orquesta de Cleveland (Decca 289 466 345-2).
- Klaus Tennstedt, Orquesta Filarmónica de Londres (EMI Classics 7243 5 55294 28; en vivo November 1991).
- Anton Nanut, Orquesta Sinfónica de la Radio de Liubliana (Zyx Classic CLS 4110).
- Neeme Järvi, Royal Scottish National Orchestra (Chandos CHAN 9207).
- Antoni Wit, Orquesta Sinfónica de la Radio Nacional Polaca (Naxos 8.550529).
- Seiji Ozawa, Orquesta Sinfónica de Boston (Philips 289 434 909-2).
- Yevgeny Svetlanov, Orquesta Sinfónica Estatal Rusa (Warner Classics 2564 68886-2; box set).
- Emil Tabakov, Orquesta Filarmónica de Sofía (Capriccio C49043).
- Edo de Waart, Orquesta Filarmónica de la Radio de los Países Bajos (RCA 27607).
- Pierre Boulez, Orquesta Filarmónica de Viena (DG 289 445 835-2).
- Zubin Mehta, Orquesta Filarmónica de Israel (Warner Apex 9106459).
- Thomas Sanderling, Orquesta Filarmónica de San Petersburgo (RS Real Sound RS052-0186).
- Yoel Levi, Orquesta Sinfónica de Atlanta (Telarc CD 80444).
- Michael Gielen, Orquesta Sinfónica de la SWR de Baden-Baden y Friburgo (Hänssler Classics 93029).
- Günther Herbig, Saarbrücken Radio Symphony Orchestra (Berlin Classics 0094612BC).
- Michiyoshi Inoue, Nueva Filarmónica de Japón, 2000 (Exton OVCL-00121).
- Michael Tilson Thomas, Orquesta Sinfónica de San Francisco (SFS Media 40382001; septiembre 2001).
- Bernard Haitink, Orquesta Nacional de Francia (Naïve V4937).
- Christoph Eschenbach, Orquesta de Filadelfia (Ondine ODE1084-5B).
- Mark Wigglesworth, Orquesta Sinfónica de Melbourne (MSO Live 391666).
- Bernard Haitink, Orquesta Sinfónica de Chicago (CSO Resound 210000045796).
- Gabriel Feltz, Orquesta Filarmónica de Stuttgart (Dreyer Gaido 9595564).
- Vladímir Fedoséyev, Orquesta Sinfónica Chaikovski de la Radio de Moscú (Relief 2735809).
- Eiji Oue, Orquesta Filarmónica de Osaka (Fontec FOCD9253/4).
- Takashi Asahina, Orquesta Filarmónica de Osaka (Green Door GDOP-2009).
- Jonathan Nott, Orquesta Sinfónica de Bamberg (Tudor 7191).
- Esa-Pekka Salonen, Orquesta Philharmonia (Signum SIGCD275).
- Hartmut Haenchen, Orquesta Sinfónica del Teatro Real de la Moneda (ICA Classics DVD ICAD5018).
- Antal Doráti, Orquesta Filarmónica de Israel (Helicon 9699053; en vivo 27-10-1963).
- Lorin Maazel, Orquesta Real del Concertgebouw (RCO Live RCO 12101 DVD).
- Paavo Järvi, Orquesta Sinfónica de la Radio de Frankfurt (C-Major DVD 729404).
- Jukka-Pekka Saraste, Orquesta Filarmónica de Oslo (Simax PSC1316 (*)
- Pierre Boulez, Orquesta Académica del Festival de Lucerna (Accentus Music ACC30230).
- Antonio Pappano, Orquesta de la Academia Nacional de Santa Cecilia (EMI Classics; Warner Classics 5099908441324).
- Lorin Maazel, Orquesta Philharmonia (Signum SIGCD361).
- Jaap van Zweden, Orquesta Sinfónica de Dallas (DSO Live).
- Libor Pešek, Orquesta Sinfónica Nacional Checa (Out of the Frame OUT 068).
- Václav Neumann, Orquesta Filarmónica Checa (Exton OVCL-00259).
- Zdeněk Mácal, Orquesta Filarmónica Checa (Exton OVCL-00245).
- Vladimir Ashkenazy, Orquesta Filarmónica Checa (Exton OVCL-00051).
- Eliahu Inbal, Orquesta Sinfónica Metropolitana de Tokio, 2007 (Fontec SACD FOCD9369).
- Eliahu Inbal, Orquesta Sinfónica Metropolitana de Tokio, 2013 (Exton SACD OVCL-00516; OVXL-00090 "one point recording version").
- Gary Bertini, Orquesta Sinfónica Metropolitana de Tokio (Fontec FOCD9182).
- Georges Prêtre, Orquesta Sinfónica de Viena (Weitblick SSS0079-2).
- Giuseppe Sinopoli, Orquesta Sinfónica de la Radio de Stuttgart (Weitblick SSS0108-2).
- Rudolf Barshai, Yomiuri Nippon Symphony Orchestra (Tobu YNSO Archive Series YASCD1009-2).
- Martin Sieghart, Orquesta Filarmónica de Arnhem (Exton HGO 0403).
- Heinz Bongartz, Orquesta Sinfónica de la Radio de Leipzig (Weitblick SSS0053-2).
- Teodor Currentzis, MusicAeterna (Sony Classical 19075822952).
- Paavo Järvi, Orquesta Sinfónica de la NHK (RCA Victor Red Seal SICC 19040).
- Michael Gielen, Orquesta Sinfónica de la SWR de Baden-Baden y Friburgo (SWR Classic SWR19080CD; en vivo 1971).
- Michael Tilson Thomas, Orquesta Sinfónica de San Francisco (SFS Media; digital release, UPC 821936007723; en vivo September 2019).
- Tomas Netopil, Orquesta Filarmónica de Essen (Oehms Classics OC 1716).

### Andante / Scherzo
- Charles Adler, Orquesta Sinfónica de Viena (Spa Records SPA 59/60).
- Eduard Flipse, Orquesta Filarmónica de Róterdam (Philips ABL 3103-4 LP; Naxos Classical Archives 9.80846-48 CD).
- Dimitri Mitropoulos, Orquesta Filarmónica de Nueva York (NYP Editions; en vivo 10 de abril de 1955).
- Eduard van Beinum, Orquesta Real del Concertgebouw (Tahra 614/5; en vivo 7-12-1955).
- John Barbirolli, Orquesta Filarmónica de Berlín (Testament SBT1342; en vivo 13-1-1966).
- John Barbirolli. Orquesta Nueva Philharmonia (Testament SBT1451; en vivo 16-8-1967 Proms).
- John Barbirolli, Orquesta Nueva Philharmonia (EMI 7 67816 2 (studio recording, 17–19-8-1967)).
- Harold Farberman, Orquesta Sinfónica de Londres (Vox 7212 CD).
- Heinz Rögner, Orquesta Sinfónica de Radio Berlín (Eterna 8-27 612-613).
- Simon Rattle, Orquesta Sinfónica de la Ciudad de Birmingham (EMI Classics CDS5 56925-2).
- Glen Cortese, Manhattan School of Music Symphony Orchestra (Titanic 257).
- Andrew Litton, Orquesta Sinfónica de Dallas, Delos (live recording, limited commemorative edition).
- Charles Mackerras, Orquesta Filarmónica de la BBC (BBC Music Magazine MM251 (Vol 13, No 7) (*)
- Mariss Jansons, Orquesta Sinfónica de Londres (LSO Live LSO0038).
- Claudio Abbado, Orquesta Filarmónica de Berlín (DG 289 477 557-39).
- Iván Fischer, Orquesta del Festival de Budapest (Channel Classics 22905).
- Mariss Jansons, Orquesta Real del Concertgebouw (RCO Live RCO06001).
- Claudio Abbado, Orquesta del Festival de Lucerna (Euroarts DVD 2055648).
- Simone Young, Orquesta Filarmónica de Hamburgo (Oehms Classics OC413).
- David Zinman, Orquesta de la Tonhalle de Zúrich (RCA Red Seal 88697 45165 2).
- Valery Gergiev, Orquesta Sinfónica de Londres (LSO Live LSO0661).
- Jonathan Darlington, Orquesta Filarmónica de Duisberg (Acousence 7944879).
- Petr Vronsky, Orquesta Filarmónica de Moravia (ArcoDiva UP0122-2).
- Fabio Luisi, Orquesta Sinfónica de Viena (Live WS003).
- Vladimir Ashkenazy, Orquesta Sinfónica de Sídney (SSO Live).
- Riccardo Chailly, Orquesta de la Gewandhaus de Leipzig (Accentus Music DVD ACC-2068).
- Markus Stenz, Orquesta Gürzenich de Colonia (Oehms Classics OC651).
- Daniel Harding, Orquesta Sinfónica de la Radio de Baviera (BR-Klassik 900132).
- Simon Rattle, Orquesta Filarmónica de Berlín Orchestra (BPH 7558515; en vivo 1987).
- James Levine, Orquesta Sinfónica de Boston (BSO Classics 0902-D).
- Osmo Vänskä, Orquesta de Minnesota (BIS 2266).
- Simon Rattle, Orquesta Filarmónica de Berlín Orchestra (en vivo 1987 y 2018, DVD 2018).
- Michael Gielen, Orquesta Sinfónica de la SWR de Baden-Baden y Friburgo (SWR Classic SWR19080CD; en vivo  2013).
- Hans Rosbaud, Orquesta Sinfónica de la SWR de Baden-Baden y Friburgo (SWR 19099; en vivo).
- Ádám Fischer, Orquesta Sinfónica de Düsseldorf (CAvi-music AVI 8553490) (*)